# Dietrich Hermann Hegewisch
Dietrich Hermann Hegewisch (1746-1812) fue un historiador de Alemania.

## Biografía
Hegewisch nació en Quackenbruck, y estudió derecho y fue secretario de la legación de Dinamarca en Hamburgo, otorgándole el rey de Dinamarca el título de consejero sin funciones, y más tarde fue profesor de historia en la universidad de Kiel, en 1780, hasta su muerte, el 4 de abril de 1812.
Hegewish se dedicó a ejercer como profesor universitario y a escribir obras de afortunada influencia en el desarrollo de los estudios históricos, sobresaliendo por su laboriosidad y talento. Sus obras tratan de la historia de la monarquía de Francia, historia de Alemania, de Maximiliano I de Habsburgo y sobre las costumbres germánicas en la Edad Media. También redactó un ensayo sobre la historia de Roma, otro sobre las finanzas de los romanos, así como nociones geográficas e históricas de las colonias de Grecia. También escribió sobre la historia de la elocuencia parlamentaria en Inglaterra, las colonias griegas en tiempos de Alejandro Magno, dos volúmenes de la historia del ducado de Schleswig y del ducado de Holstein-Gottorp.   
Hegewisch tuvo un hijo Hermann Hegewisch (1783-), profesor de medicina en Kiel, partidario de la constitución inglesa, publica un número considerable de artículos  y folletos <<Politische Freiheit>>, Leipzig, 1832, <<Eigenthum und Vielkinderei>> (propiedad y poligenismo), Kiel,1846.

## Obras
- Introduction to historical chronology, Burlington, 1837.
- Essai sur l'epoque de l'histoire romaine..., París, 1834.
- Geschichte der reierung Kaiser Karls des Grossen, Leipzig, 1818.
- Allgemeine Uebersicht....., Leipzig, 1818.
- Ueber die griechischen Colonieen seit Alexander dem Grossen, Altona, 1811.
- Geographische und historische nachrichten,....., Altona, 1808.
- Uebersicht der Irlaend, Altona, 1806.
- Geschichte der Englischen Parlementsberedsamkelt, Altona, 1804.
- Historischer Versuch uber die römischen Finanzen, Altona, 1804.
- Privilegien der Schleswig-Holsteinischen...., Kiel, 1797.
- Historische, philosophische und literarische schriften, Hamburg, 1793.
- Ueber die Neutralitat bey dem gegenwartigen Kriege, Kiel, 1793.
- Geschichte der regierung Kaiser Maximilians des Ersten, Hamburg, 1782-83.
- Otras